# Żaglowiec

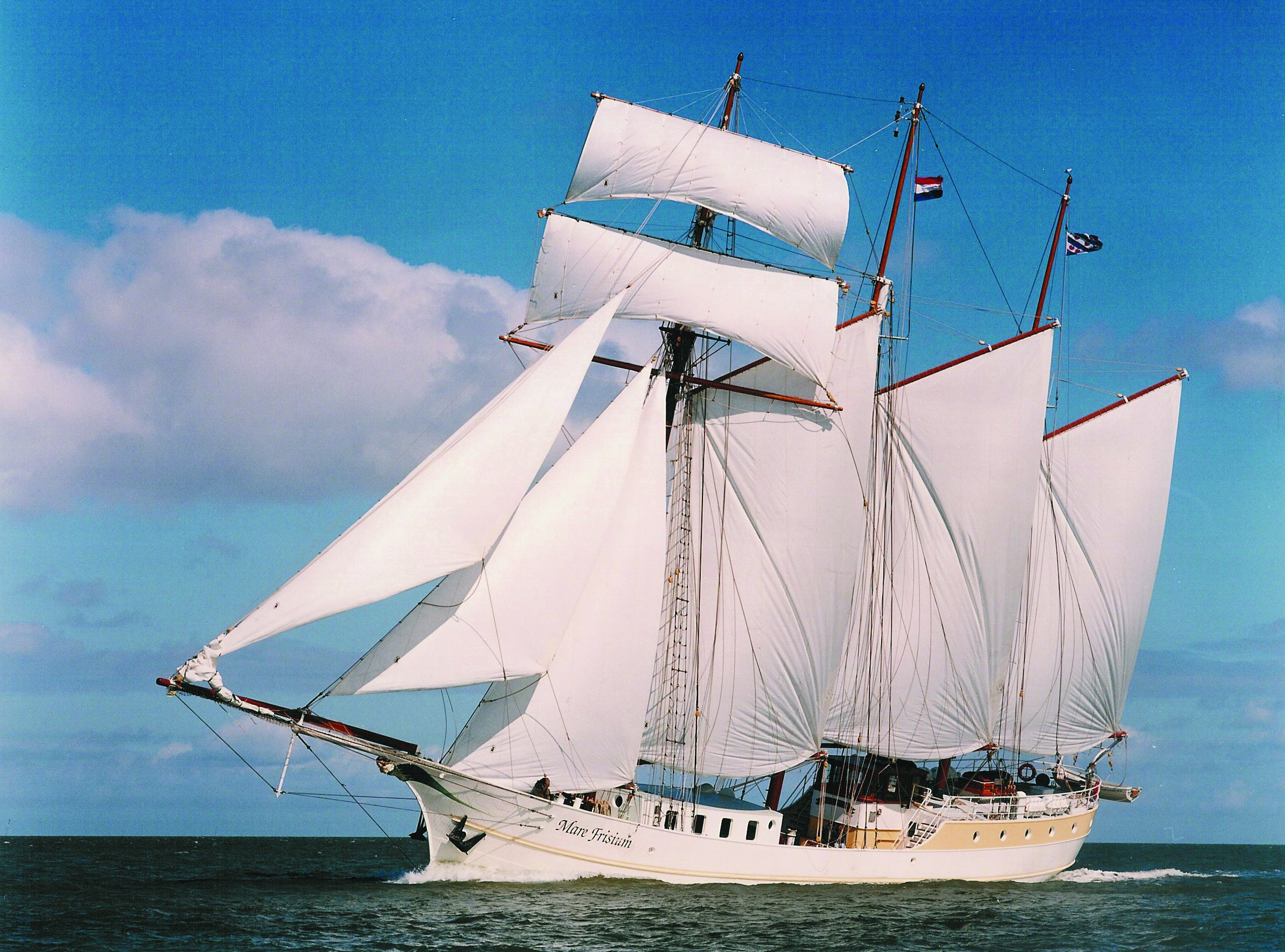
Szkuner Mare Frisium

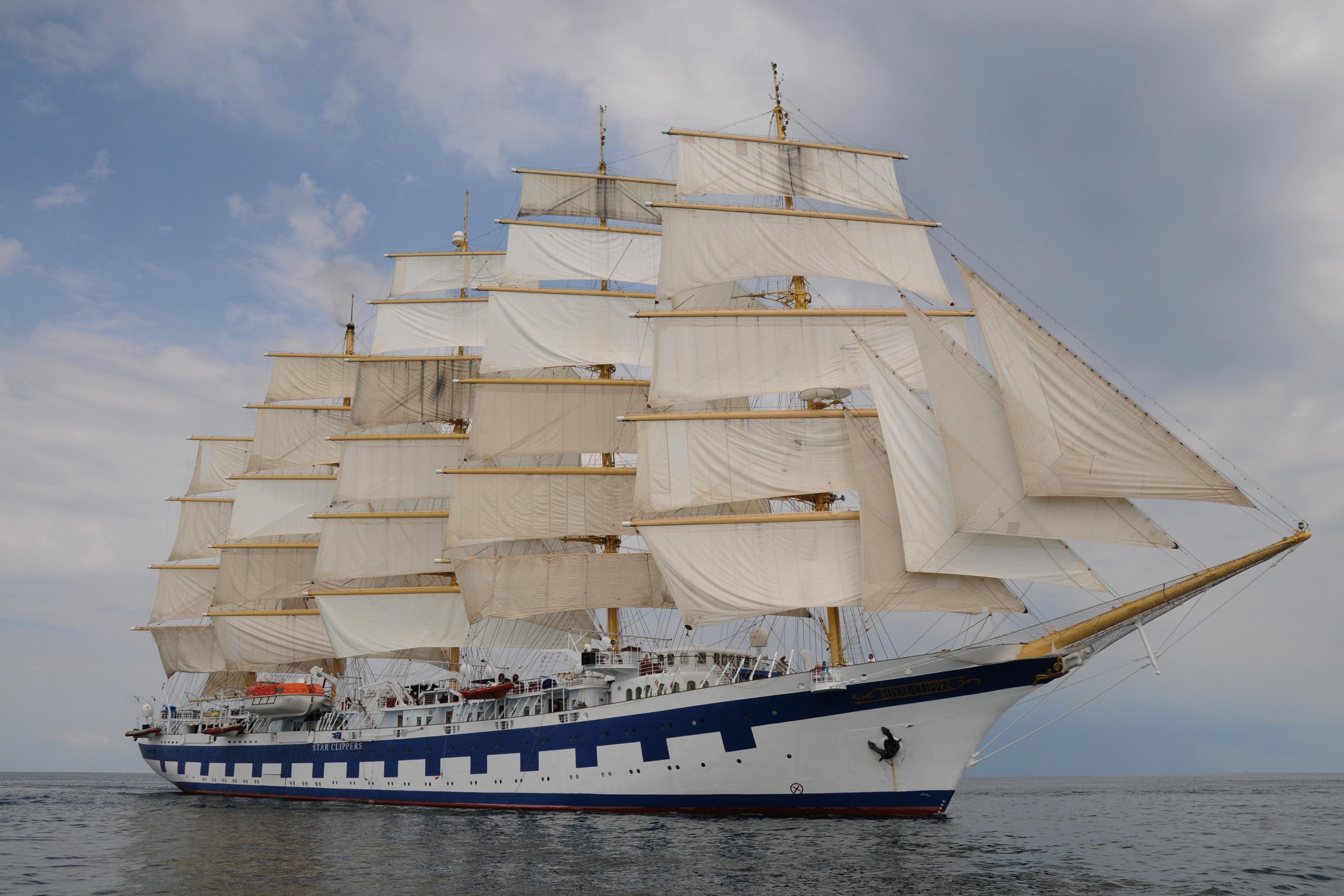
Pełnorejowiec Royal Clipper

Żaglowiec (statek żaglowy) – statek wodny o napędzie żaglowym. Jednostka pływająca, której jedynym lub podstawowym czynnikiem napędowym jest jeden lub więcej żagli. Na danej jednostce przygotowanej do żeglugi zbiór wszystkich możliwych do zastosowania na niej rodzajów żagli stanowi jej aktualne ożaglowanie, przy czym nie wszystkie rodzaje tych żagli muszą być użyte jednocześnie.

## Podział
Podział żaglowców na rodzaje jest trudny i wielowątkowy, generalnie jednak żaglowce klasyfikuje się właśnie ze względu na ich żagle, a dokładniej na rodzaj osprzętu żaglowego, czyli takielunek.
W najszerszym rozumieniu terminu żaglowiec jest nim każda bez wyjątku jednostka, której ożaglowanie stanowi jej podstawowy napęd.
Według przepisów Polskiego Rejestru Statków każda jednostka pływająca (w tym i żaglowiec), która służy do rekreacji, turystyki, uprawiania sportu, celów szkoleniowych lub reprezentacyjnych, jest jachtem. Wynika to z faktu klasyfikacji jednostek pływających według przeznaczenia, a nie rozmiaru.
Żaglowce, podobnie jak pozostałe jednostki pływające, można dzielić także ze względu na liczbę ustawionych równolegle kadłubów jednostki. Wyróżnia się jednokadłubowce, oraz wielokadłubowce – katamarany i trimarany. W podziale tym nie uwzględnia się ewentualnych pływaków.
Żaglowce można dzielić również na rekreacyjne, turystyczne, sportowe oraz szkolne i badawcze. W przeszłości żaglowce stosowano także w celach militarnych, transportowych oraz w rybołówstwie i polowaniu na duże zwierzęta morskie. Dziś jedynie na Dalekim Wschodzie, w Oceanii oraz w Afryce żaglowce mają jeszcze zastosowanie typowo gospodarcze, stanowiąc zazwyczaj jednocześnie środek transportu oraz dom mieszkalny.
Żaglowce dzieli się również ze względu na rejon występowania na świecie, gdyż wiele rodzajów jednostek żaglowych jest charakterystycznych (czasami nawet bardzo) dla konkretnych wód. Istnieje również duża liczba rodzajów żaglowców w ujęciu historycznym, z czego wiele przykładów przetrwało do naszych czasów w postaci w pełni funkcjonalnych replik.
Jednak główny podział żaglowców to klasyfikowanie ich ze względu na rodzaj ożaglowania i liczbę masztów. Współcześnie wyróżnia się:

### Żaglowce 1-masztowe
| ket | slup | sluter | kuter |

Żaglowce te mogą występować z różnymi rodzajami ożaglowania (powyżej pokazano tylko ożaglowanie bermudzkie). Różnią się liczbą podstawowych żagli przednich: kuter ma przynajmniej dwa, sluter ma dokładnie dwa, ale jednocześnie może być używany tylko jeden z nich, slup – jeden, a na kecie nie ma ich wcale.

### Żaglowce 2-masztowe
| jol | kecz |

Zarówno jol, jak i kecz mają przedni maszt wyższy od tylnego, mogą na nich nosić różne typy ożaglowania skośnego. Jeśli jest to wersja gaflowa, to może być stosowany dodatkowo topsel. Jol ma mniejszy bezanmaszt ustawiony za obrysem linii wodnej (na nawisie rufowym), natomiast kecz większy bezanmaszt w obrębie linii wodnej (powyżej pokazano tylko ożaglowanie bermudzkie).
| szkuner | brygantyna | bryg |

Szkuner jest żaglowcem co najmniej dwumasztowym i nosi wyłącznie ożaglowanie skośne, zaś brygantyna i bryg są wyłącznie dwumasztowcami. Bryg jest żaglowcem w pełni rejowym, zaś brygantyna nosi ożaglowanie mieszane – na pierwszym maszcie rejowe, na drugim skośne (odwrotnej kombinacji nie stosowano nigdy).

### Żaglowce 3-masztowe i większe
| szkuner | barkentyna | bark | pełnorejowiec, fregata |

Porządek wielkich żaglowców jest następujący: od szkunera z wyłącznie skośnym ożaglowaniem, poprzez barkentynę noszącą ożaglowanie rejowe wyłącznie na pierwszym maszcie, bark noszący ożaglowanie skośne wyłącznie na ostatnim maszcie, po fregatę w pełni urejoną. Fregata (pełnorejowiec) nosi często na ostatnim maszcie na najniższym piętrze żagli dodatkowy żagiel gaflowy. Z tej klasyfikacji należy jeszcze wyróżnić szereg modyfikacji szkunerów, które mogą być wyposażone na wiele różnych sposobów w żagle rejowe ponad żaglami przymasztowymi.
Inne typy żaglowców, klasyfikowane najczęściej jednocześnie ze względu na budowę, zastosowanie i epokę historyczną, a czasami nawet miejsce występowania, to m.in.: dżonka, fluita, galeon, holk, karaka, karawela, koga, kliper, liniowiec, nef, pinasa, windjammer.

## Symbole przed nazwą
- s/y (s.y.) – sailing yacht – angielski skrót określenia jachtów żaglowych
- SV (s/v; s.v.; sv) – sailing vessel – dla innych statków żaglowych
- STS – sail training ship – żaglowy statek szkoleniowy
- MSY – motor sailing yacht – jacht żaglowo-motorowy